# I senza legge
I senza legge (Tumbleweed) è un film del 1953 diretto da Nathan Juran. Il film è conosciuto anche con il titolo Three Were Renegades.
È un film western statunitense con Audie Murphy, Lori Nelson e Chill Wills.

## Trama
Vecchio West. Jim Harvey è la guardia di una carovana. Dopo aver salvato la vita di un guerriero indiano Yaqui, Tigre, la carovana viene attaccata e Harvey si rende conto che la loro unica possibilità di sopravvivenza risiede nel negoziare una tregua con il padre di Tigre, il capo indiano Aguila. Aguila ordina che Harvey venga catturato e torturato, ma questi viene liberato dalla madre di Tigre. Egli va in città e scopre che le persone della carovana sono state massacrate, ad eccezione di due sorelle che Harvey ha insistito si nascondessero nelle grotte. Dopo essere stato falsamente accusato di codardia, gli abitanti minacciano di linciarlo. Harvey fugge e, cercando di dimostrare la sua innocenza, scopre che un uomo bianco è il responsabile dell'attacco.

## Produzione
Il film, diretto da Nathan Juran su una sceneggiatura di John Meredyth Lucas con il soggetto di Kenneth Perkins (autore del romanzo Three Were Renegades), fu prodotto da Ross Hunter per la Universal International Pictures e girato nella Death Valley, nel Red Rock Canyon State Park e nel Vasquez Rocks Natural Area Park, in California.

## Distribuzione
Il film fu distribuito con il titolo Tumbleweed negli Stati Uniti dal dicembre del 1953 al cinema dalla Universal Pictures.
Alcune delle uscite internazionali sono state:
- in Svezia il 22 marzo 1954 (Revansch i öknen)
- in Germania Ovest il 25 giugno 1954 (Drei waren Verräter)
- in Austria nel luglio del 1954 (Drei waren Verräter)
- in Finlandia l'11 marzo 1955 (Yksinäinen taistelija)
- in Danimarca il 18 aprile 1955 (De ville lynche mig)
- in Brasile (A Ronda da Vingança)
- in Cile (El precio de la traición)
- in Grecia (O keravnos tou kokkinou vrahou)
- in Francia (Qui est le traître?)
- in Italia (I senza legge)

## Promozione
Le tagline sono:
- "He Fought the Fury of the Apache Warpath - While his back was the target for 100 guns!".
- "The story of Jim Harvey...the savage terror he faced...the desert woman he loved!".

## Critica
Secondo il Morandini il film è un "blando, convenzionale western che può essere visto anche dai bambini".